# Филеас Фогг
Филеас Фогг (фр. Phileas Fogg) — герой романа Жюля Верна «Вокруг света за 80 дней». Вместе со своим камердинером Паспарту совершает кругосветное путешествие, цель которого — выиграть пари, заключённое в Реформ-клубе в Лондоне.

## Биография Филеаса Фогга
Согласно роману, эсквайр Филеас Фогг живёт в Лондоне на улице Сэвиль-Роу в доме № 7, где в 1816 году умер драматург Шеридан.
Жюль Верн описывает главного героя как прекрасно воспитанного, красивого человека, внешне похожего на Байрона, только с усами и бакенбардами. Филеас Фогг богат, но как нажил состояние — осталось тайной. Ведёт крайне замкнутый образ жизни, семьи и детей у него нет. Практически всё свое время проводит в Реформ-клубе — элитарном обществе состоятельных джентльменов.
Вполне вероятно, что его прошлое связано с морскими путешествиями или он был моряком.
Жюль Верн представляет Фогга классическим флегматиком. Неизменное хладнокровие ко всему не мешает ему, однако, принимать авантюрные решения, которые чаще всего приносят успех. Он очень пунктуален в мелочах (от времени прибытия в тот или иной город до температуры воды для бритья) и наделён потрясающим математическим складом ума.

## Вокруг света за 80 дней
В начале романа некий преступник совершает ограбление Банка Англии. По описанию, полученному в полиции, он очень походит на Филеаса Фогга. Между тем в Реформ-клубе в Лондоне Филеас Фогг заключает пари, что он объедет вокруг света ровно за 80 дней. В тот же день к Фоггу нанимается француз Жан Паспарту, бывший пожарный, цирковой артист, учитель акробатики. Не медля ни часа, Фогг и Паспарту садятся на восьмичасовой поезд в Дувр и таким образом начинают своё кругосветное путешествие. Одновременно за ними в погоню отправляется инспектор Скотленд-Ярда Фикс.
В пути Паспарту и Фогга ждёт множество испытаний и опасностей. Однако Филеас, «вообще не интересующийся женщинами», в Индии встречает свою будущую жену, вдову раджи принцессу Ауду. Совместными усилиями Фогг и Паспарту спасают жизнь Ауде, которую, согласно индийскому обычаю, должны были сжечь на погребальном костре вместе с телом её мужа. 21 декабря 1872 года Фогг, с которого уже сняли все подозрения, Паспарту и миссис Ауда возвращаются в Лондон, где Фогг делает миссис Ауде предложение, а спустя всего 10 минут выигрывает пари.

## Экранизации
Филеас Фогг является героем множества игровых и анимационных экранизаций романа, при этом его характер может не совпадать с описанным в романе, неизменной остаётся лишь готовность к преодолению любых препятствий.

## Культурное влияние
В телесериале Have Gun, Will Travel Фогг использовался в эпизоде «Fogg Bound», появившемся на экране 3 декабря 1960 года.
В фильме 1963 года The Three Stooges Go Around the World in a Daze показывалось кругосветное путешествие правнука Филеаса Фогга.
В 1989 году вышел телесериал Around the World in 80 Days, где ведущий, актёр Майкл Пейлин, следовал маршруту Филеаса Фогга, стараясь использовать как можно более близкие виды транспорта, и завершил путешествие за 79 дней и 7 часов.
Намёк на Филеаса Фогга как исключительно предприимчивого человека содержится в имени главного героя мультсериала «Финес и Ферб», мальчика Финеса (хотя последний отличается совсем иным, чем Филеас Фогг из оригинального романа, очень активным темпераментом).